# 利涅 (夏朗德省)
利涅（法語：Ligné，法語發音：[liɲe] ⓘ）是法国夏朗德省的一个市镇，属于孔福朗区。

## 地理
利涅（45°55'19"N, 0°6'28"E）面积7.97 平方千米，位于法国新阿基坦大区夏朗德省，该省份为法国西部内陆省份，北起德塞夫勒省和维埃纳省，东临上维埃纳省，东南至多尔多涅省，南至多爾多涅省，西接滨海夏朗德省。
与利涅接壤的市镇（或旧市镇、城区）包括：沙尔梅、富克尔、瑞耶、吕克塞、蒂松。

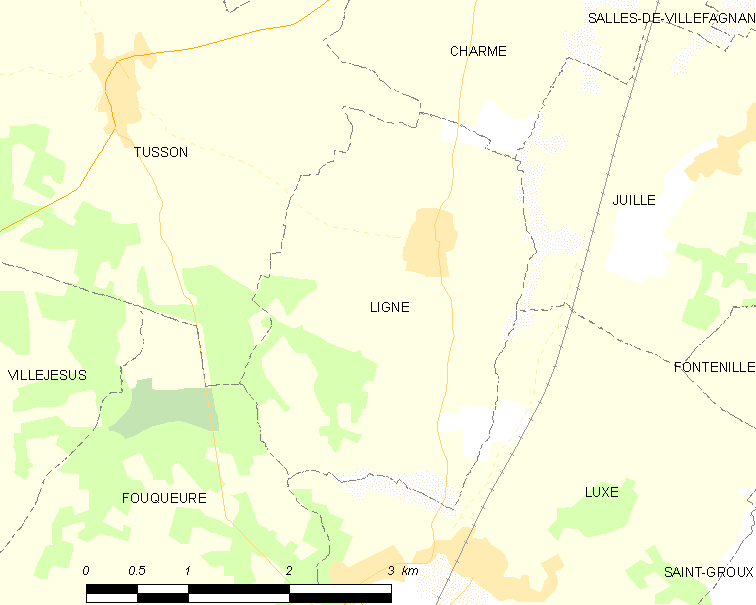
的OSM定位图

利涅的时区为UTC+01:00、UTC+02:00（夏令时）。

## 行政
利涅的邮政编码为16140，INSEE市镇编码为16185。

## 政治
利涅所属的省级选区为夏朗德北县。

## 人口

1962-2008年间人口变化图示

利涅于2022年1月1日时的人口数量为146人。